# 中等質量黑洞

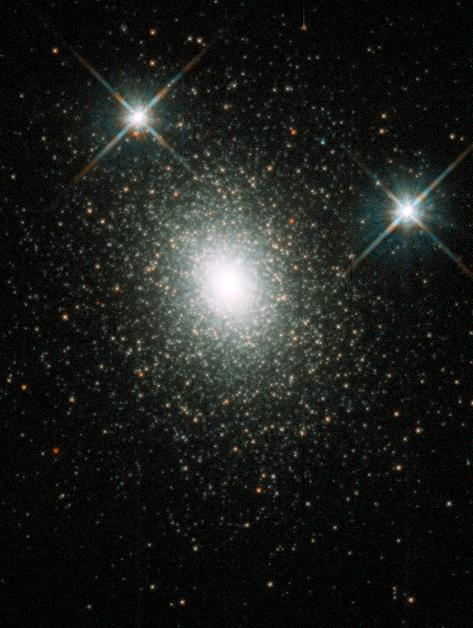
馬亞爾II的核心很可能是中等質量黑洞

中等質量黑洞（Intermediate-mass black hole，IMBH）是一種黑洞，其質量是{\displaystyle 10^{2}}至{\displaystyle 10^{6}}倍的太陽質量。它的質量超過恆星黑洞（數十倍太陽質量），但遠小於超大質量黑洞（數十萬倍太陽質量）的一種黑洞。 
它們存在的證據比另外兩種少，一些鄰近星系內的超亮X射線源（ULXs）被懷疑可能是中等質量黑洞，它們的質量是數百至數千倍的太陽質量。ULXs是在恆星形成區中被發現的(例如屬於星暴增星系的M82)，和在看似年輕的亮星群聚的區域內被觀察到。但是僅有從光譜學分析的動力學質量可以顯示ULX的伴星必須是緊密的IMBH才能造成如此的加速度。 
其它中等質量黑洞存在的證據來自引力輻射觀測，根據殘餘伴星緊密的軌道。M-sigma關係也同樣預測存在著質量為104至106太陽質量的黑洞，存在於低亮度的星系中。
但是還是不清楚這種黑洞是如何生成的，一方面，對由單一恆星引力坍縮形成的恆星黑洞來說，它的質量顯然太大；另一方面，環境中缺乏形成的極端條件，即高密度和高速度都只在星系的中心被觀測到，這導致在星系中心形成超大質量黑洞。中等質量黑洞的形成有兩種流行的說法，第一種是恆星黑洞和其它致密天體的合併，意謂著會產生重力輻射。第二種是在恆星密集的星團中發生失控的大質量恆星碰撞，經由這種碰撞形成中等質量黑洞。
一組天文學家在2004年11月報告他們在銀河系內發現第一個中等質量黑洞GCIRS 13E，它以3光年的距離繞著人馬座 A*運轉。  這個中型黑洞的質量約為1,300太陽質量，是7顆恆星群聚的集團，可能是銀河中心剝離的大質量恆星的殘餘。這個觀測支持超大質量黑洞會吸收附近較小的黑洞和恆星而成長。但是，最近一個德國的研究小組聲稱，懷疑在銀河中心的附近會有中等質量黑洞的存在，這個結論是基於對較小質量恆星集團的動力學研究，而懷疑其中能有中等質量黑洞的存在。中等質量黑洞是否真的存在，仍是一個開放的議題。
在2006年1月，艾荷華市愛荷華大學Philip Kaaret教授領導的小組宣布使用NASA的羅西X射線計時探測器發現了一個中等質量黑洞候選者的疑似週期震盪。這個候選者是M82 X-1，被一顆大氣層不斷被剝離並掉落進該天體的紅巨星環繞著。不僅是震盪的存在，還有系統的軌道周期解釋，都完全被科學界接受。雖然是非常合理的解釋，這個週期所依據的只是四個循環，意味著這可能還只是一種隨機的變化。如果這個周期是真實的，可能是軌道週期，或是像許多其他系統中，是吸積盤的超軌道週期。
2024年，一组天文研究声称在NGC 5139中心发现了一个8200倍太阳质量的中等质量黑洞。研究人员通过哈勃太空望远镜20年的拍摄数据，定位到了星团中央七颗异常高速运动的恒星，通过对轨道的计算，认为这里存在一颗中等质量黑洞。然而，另一项最新的研究认为这几颗高速恒星是由一团恒星级黑洞群集体影响的，而非单个的中等质量黑洞。

## 外部連結
- Chandra images of starburst galaxy M82（页面存档备份，存于）
- NASA press release for discovery of IMBHs by （页面存档备份，存于） Hubble Space Telescope
- A New Breed of Black Holes, by Davide Castelvecchi Sky & Telescope April 2006